# Fallen (альбом Evanescence)
Fallen — перший студійний альбом американського рок-гурту Evanescence. У США вийшов 4 березня 2003 і був проданий у кількості 7,269,000 копій.

## Список пісень
| #   | Назва                                       | Автор                                        | Тривалість |
| --- | ------------------------------------------- | -------------------------------------------- | ---------- |
| 1.  | «Going Under»                               | Емі Лі, Бен Муді, Девід Ходжес               | 3:35       |
| 2.  | «Bring Me to Life» (разом з Полом МакКойєм) | Емі Лі, Бен Муді, Девід Ходжес               | 3:58       |
| 3.  | «Everybody's Fool»                          | Емі Лі, Бен Муді, Девід Ходжес               | 3:16       |
| 4.  | «My Immortal»                               | Емі Лі, Бен Муді                             | 4:24       |
| 5.  | «Haunted»                                   | Емі Лі, Бен Муді, Девід Ходжес               | 3:06       |
| 6.  | «Tourniquet»                                | Емі Лі, Бен Муді, Девід Ходжес, Роккі Грей   | 4:38       |
| 7.  | «Imaginary»                                 | Емі Лі, Бен Муді                             | 4:17       |
| 8.  | «Taking Over Me»                            | Емі Лі, Бен Муді, Девід Ходжес, Джон ЛеКомпт | 3:50       |
| 9.  | «Hello»                                     | Емі Лі                                       | 3:40       |
| 10. | «My Last Breath»                            | Емі Лі, Бен Муді, Девід Ходжес               | 4:08       |
| 11. | «Whisper»                                   | Емі Лі, Бен Муді                             | 5:27       |
| 12. | «My Immortal» (версія гурту)                | Емі Лі, Бен Муді, Девід Ходжес               | 4:33       |

### Японське видання з бонусними піснями
Японське видання вийшло 22 липня 2003.
| #   | Назва          | Автор                          | Тривалість |
| --- | -------------- | ------------------------------ | ---------- |
| 12. | «Farther Away» | Емі Лі, Бен Муді, Девід Ходжес | 3:58       |
| 13. | «My Immortal»  | Емі Лі, Бен Муді, Девід Ходжес | 4:33       |

## Чарти, сертифікація і продажі
| Чарт                               | Провайдери                         | Місце | Сертифікація (таблиця продажів та сертифікатів) | Продажі   |
| ---------------------------------- | ---------------------------------- | ----- | ----------------------------------------------- | --------- |
| U.S. Billboard 200                 | Billboard/RIAA                     | 3     | 7x Платина                                      | 7,269,000 |
| U.S. Billboard Top Internet Albums | Billboard/RIAA                     | 3     | 7x Платина                                      | 7,269,000 |
| European Top 100 Albums            | IFPI                               | 1     | 3x Платина                                      | 3,000,000 |
| Argentinian Albums Charts          | CAPIF                              |       | 2x Платина                                      | 80,000    |
| Australian Albums Chart            | ARIA                               | 1     | 6x Платина                                      | 420,000   |
| Ö3 Austria Top 40                  | Media Control Europe               | 1     | Платина                                         | 30,000    |
| Brazilian Albums Chart             | ABPD                               |       | 2x Платина                                      | 250,000   |
| Canadian Albums Chart              | Nielsen SoundScan                  | 1     | 7x Платина                                      | 700,000   |
| Danish Albums Chart                | IFPI/Nielsen                       | 1     |                                                 |           |
| Dutch Albums Chart                 | NVPI/Megacharts                    | 2     | Платина                                         | 70,000    |
| Finnish Albums Chart               | GLF                                | 1     | 2x Платина                                      | 53,680    |
| French Albums Chart                | SNEP/IFOP                          | 2     | 2x Платина                                      | 685,000   |
| Media Control Charts               | Media Control                      | 2     | 5x Золото                                       | 500,000   |
| Greek International Album Chart    | IFPI                               | 1     | 2x Платина                                      | 40,000    |
| Italy Album Chart                  | FIMI                               | 3     | 4x Платина                                      | 350,000   |
| Mexican Albums Chart               | AMPROFON                           | 1     | Платина                                         | 150,000   |
| New Zealand Albums Chart           | RIANZ                              | 2     | 5x Платина                                      | 75,000    |
| Norwegian Albums Chart             | VG Nett                            | 3     | Платина                                         | 40,000    |
| Russian Album Chart                | NFPF                               | 1     | Платина                                         | 75.000    |
| Spanish Albums Chart               | Promusicae                         | 5     | Платина                                         | 100.000   |
| Swedish Albums Chart               | GLF                                | 3     | Платина                                         | 60,000    |
| Swiss Albums Chart                 | Media Control                      | 2     | 2x Платина                                      | 80,000    |
| UK Albums Chart                    | BPI/The Official UK Charts Company | 1     | 3x Платина                                      | 900,000   |

## Персонал
Evanescence
- Емі Лі — вокал
- Бен Муді — гітара, продюсер
- Девід Ходжес — піаніно, клавіші

Допоміжний персонал
- Франсіско ДіКосмо — бас-гітара
- Джош Фріз — ударник
- Пол МакКой — вокал у пісні «Bring Me to Life»
- «Millennium Choir» — хор у піснях «Everybody's Fool», «Haunted», «Imaginary» і «Whisper»